# NASCAR Strictly Stock Series 1949
La NASCAR Strictly Stock 1949 (attuale NASCAR Sprint Cup Series) è stata la 1ª della storia della NASCAR.

## Cronaca
Disputata nel 1949, un anno prima della prima edizione del Campionato del Mondo di Formula 1, fu una lotta tra i piloti Lee Petty e Red Byron, cha alla fine si aggiudicò il titolo.

## Risultati
| Data              | Città (Stato)                        | Circuito                  | Pole           | Vincitore     |
| ----------------- | ------------------------------------ | ------------------------- | -------------- | ------------- |
| 19 giugno 1949    | Charlotte (Carolina del Nord)        | Charlotte Speedway        | Bob Flock      | Jim Roper     |
| 10 luglio 1949    | Daytona Beach (Florida)              | Daytona Beach Road Course | Gober Sosebee  | Red Byron     |
| 7 agosto 1949     | Hillsborough (Carolina del Nord)     | Occoneechee Speedway      | –              | Bob Flock     |
| 11 settembre 1949 | Langhorne (Pennsylvania)             | Langhorne Speedway        | Red Byron      | Curtis Turner |
| 18 settembre 1949 | Hamburg (New York)                   | Hamburg Speedway          | –              | Jack White    |
| 25 settembre 1949 | Martinsville (Virginia)              | Martinsville Speedway     | Curtis Turner  | Red Byron     |
| 2 ottobre 1949    | Pittsburgh (Pennsylvania)            | Heidelberg Raceway        | Al Bonnell     | Lee Petty     |
| 16 ottobre 1949   | North Wilkesboro (Carolina del Nord) | North Wilkesboro Speedway | Kenneth Wagner | Bob Flock     |

## Classifica
| #  | Pilota         | Pt.   |
| -- | -------------- | ----- |
| 1  | Red Byron      | 842,5 |
| 2  | Lee Petty      | 725,0 |
| 3  | Bob Flock      | 704,0 |
| 4  | Bill Blair     | 567,5 |
| 5  | Fonty Flock    | 554,5 |
| 6  | Curtis Turner  | 430,0 |
| 7  | Ray Erickson   | 442,0 |
| 8  | Tim Flock      | 421,0 |
| 9  | Glenn Dunnaway | 384,0 |
| 10 | Frank Mundy    | 370,0 |